# 锡安山浸信会教堂 (迈阿密)
锡安山浸信会教堂（Mount Zion Baptist Church）是美国佛罗里达州迈阿密一个历史性的教堂，位于西北第9街301号。1988年12月29日，它被列入美国国家史迹名录。